# Galo Ponte y Escartín
Galo Ponte y Escartín (Saragossa, 22 de març de 1867-Madrid, 24 d'agost de 1943) va ser un polític espanyol.

## Biografia
Deixeble de Marceliano Isábal y Bada, esdevingué el màxim expert en dret foral d'Aragó. Com a funcionari va ser destinat un temps a Manila. Després va obtenir la plaça de Magistrat a l'Audiència de Cadis i després a la de Sevilla.
El febrer de 1918 fou nomenat jutge especial per tractar els primers fets de l'incipient pistolerisme barceloní, un conjunt d'accions conegut per la premsa com el "sumari dels crims societaris"
En 1925 és designat durant el Directori civil de la Dictadura de Primo de Rivera  ministre de Gracia i Justícia, càrrec que ocuparia durant cinc anys. Durant el seu mandat es va publicar l'Apèndix foral aragonès al Codi Civil espanyol i es va construir la presó de Torrero.